# Barraco MTV
Barraco MTV foi um programa de televisão brasileiro exibido pela MTV Brasil entre 1996 e 2000. O programa, comandado inicialmente por Astrid Fontenelle e posteriormente por Soninha Francine, apresentava debates ao vivo sobre temas polêmicos, reunindo convidados e uma plateia formada por jovens.
Com inspiração nas conversas informais de botequim, o Barraco MTV proporcionava uma discussão democrática e acalorada, valorizando a diversidade de opiniões. O programa passou por reformulações ao longo de sua exibição e foi marcado pela interação com o público e a busca por conscientização dos jovens.

## História
O Barraco MTV estreou em 29 de abril de 1996, comandado por Astrid Fontenelle, e apresentava debates ao vivo com dois convidados e uma plateia de até 15 adolescentes. A proposta era discutir temas do dia, convidando especialistas e incentivando a participação ativa dos jovens. O programa buscava evitar estímulos externos e valorizar a iniciativa dos espectadores em se expressar. Dirigido por Daniel Benveni e Soninha Francine, os debates começavam antes de ir ao ar para evitar discussões acaloradas apenas próximo ao intervalo comercial. O programa marcou o retorno de Astrid Fontenelle às telas após um ano e oito meses fora, enquanto atuava como diretora de jornalismo da emissora.
O programa ganhou sucesso ao debater de forma democrática temas polêmicos, reunindo pessoas de diferentes origens e opiniões. Inspirado nas conversas de botequim, permitia que todos falassem simultaneamente, refletindo a informalidade das discussões. Astrid Fontenelle trazia ordem para a confusão, enquanto o diretor Daniel Benevides buscava criar consciência cidadã nos jovens, promovendo a expressão de diferentes perspectivas. O programa passou por momentos intensos, como a recusa de evangélicos em participar e discussões acaloradas quase resultando em brigas físicas.
Após a saída de Astrid Fontenelle, Soninha Francine assumiu como a nova apresentadora. Soninha, que já trabalhava na MTV como VJ em outros programas e na produção do próprio "Barraco", trouxe uma abordagem mais séria ao programa, discordando dos convidados e buscando propor soluções para os temas discutidos. Sua entrada trouxe uma nova dinâmica, sendo reconhecida por sua seriedade e credibilidade.
O programa dedicou um episódio à discussão das mudanças promovidas na programação da MTV em 1999. A emissora havia se aberto mais intensamente a gêneros mais populares, incluindo axé e pagode, desde fevereiro daquele ano. O episódio em questão foi pré-gravado devido à preparação do Video Music Brasil.
No ano 2000, o programa começou a enfrentar desgaste, com baixos índices de audiência e a saída do diretor Caique Novis. Foram consideradas reformulações, como a gravação prévia dos depoimentos, a redução do número de convidados no estúdio e a mediação de debates pela Internet. O programa exibiu sua última edição inédita em 10 de julho, seguida por reprises.

Em comemoração ao décimo aniversário da MTV, em 2000, diversas mudanças foram implementadas na programação a partir de agosto. Uma das principais novidades foi a criação de um programa de auditório apresentado por Fernanda Lima, substituindo o Barraco às segundas-feiras. A decisão de encerrar o Barraco foi tomada para evitar um formato sensacionalista e garantir a audiência, somando-se à saída de Soninha para a TV Cultura.